# Dieter Schenk

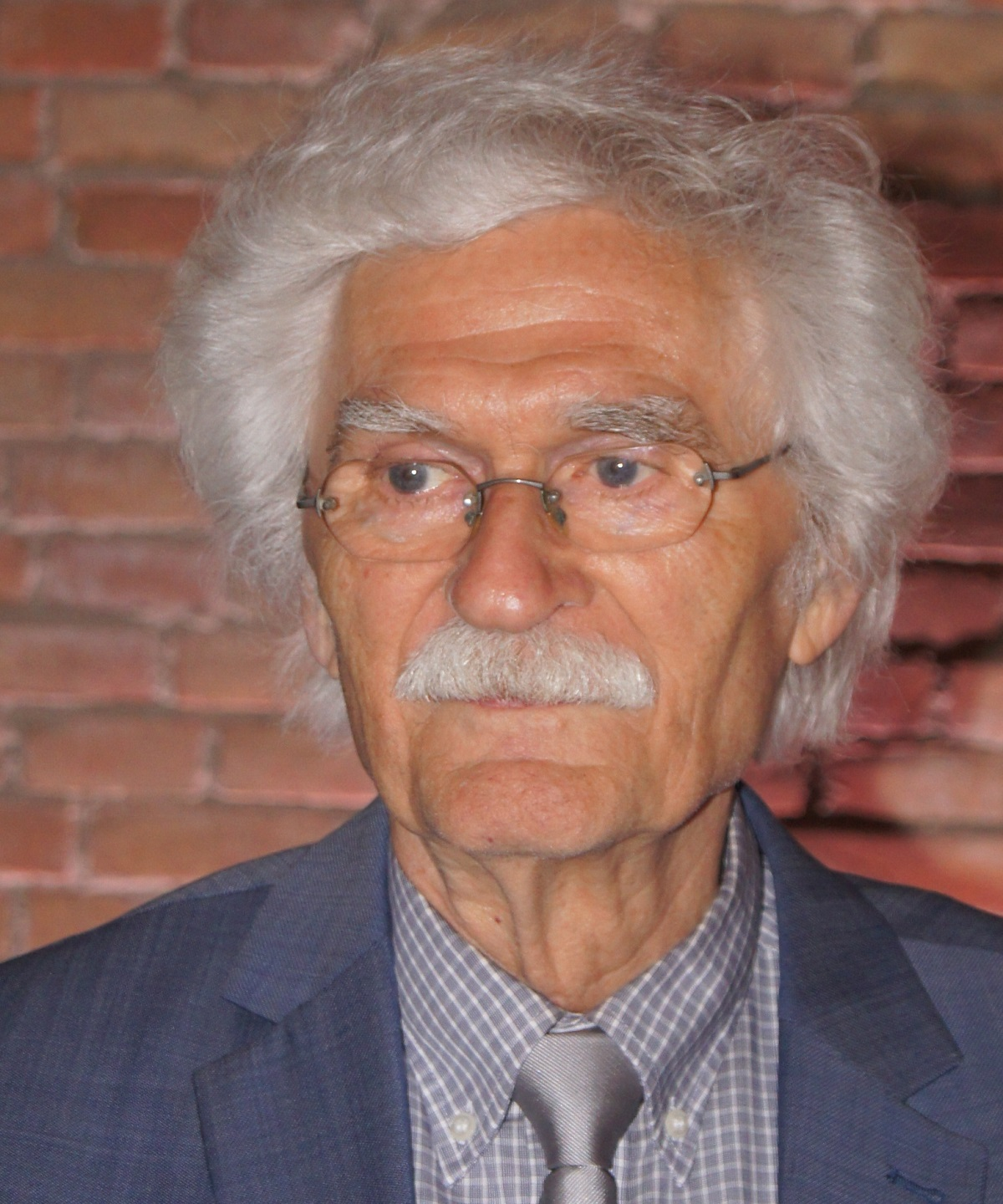
Dieter Schenk (2018)

Dieter Schenk (* 14. März 1937 in Frankfurt am Main) ist ein deutscher Kriminalist und Autor. Seit 1990 ist er als freier Publizist tätig.

## Tätigkeiten
Von 1963 bis 1971 arbeitete Schenk im Hessischen Landeskriminalamt in Wiesbaden. Von 1971 bis 1972 studierte er an der Polizeiführungsakademie. Von 1973 bis 1979 leitete er die Kriminalpolizei im Polizeipräsidium Gießen. Anschließend wirkte er von 1980 bis 1988 als Kriminaldirektor in der Stabsstelle Interpol des Bundeskriminalamtes Wiesbaden.
1989 verließ er das BKA wegen unüberbrückbarer Differenzen und wurde 1992 Gründungsmitglied der Koordinationsgruppe Polizei bei Amnesty International. Grund der Differenzen mit dem BKA war seine Auffassung von der Unzulässigkeit der Zusammenarbeit des BKA mit Unrechts- und Folterregimen. 1991 gründete er (zusammen mit Hans See) den Verein Business Crime Control, der sich mit Wirtschaftskriminalität beschäftigt, und die Vierteljahreszeitschrift BIG Business Crime. Bis 2006 war er stellvertretender BCC-Vorsitzender. Seit 1993 forscht Schenk auf dem Gebiet des Nationalsozialismus. Seit 1998 ist er zudem Honorarprofessor der Universität Łódź/Polen.
Bis 2001 war Schenk Mitglied und im Vorstand der Bundesarbeitsgemeinschaft kritischer Polizistinnen und Polizisten.

## Über einige Veröffentlichungen
Eine Reise nach Beirut (1990)
In diesem ersten Band seiner BKA-Studien stellt Schenk die Verbindungen des BKA zu Unrechtsregimen in den 1980er Jahren dar.
Der Chef (1998)
In diesem Band der Trilogie stellt Schenk Horst Herold und die Terrorismusbekämpfung der 1970er Jahre in den Mittelpunkt.
Auf dem rechten Auge blind (2001)
Schenk belegt in seiner historischen Analyse der Entstehung des BKA, dass 1959 45 der 47 leitenden Beamten ehemalige Mitglieder der NSDAP waren, fast die Hälfte hatte sich aktiv an kriminellen Handlungen beteiligt. Fünf von ihnen waren Schreibtischtäter im Reichskriminalpolizeiamt, fünfzehn Mitglieder von Einsatzgruppen in Polen. Besonders die Laufbahn Paul Dickopfs und des "Charlottenburger Kreises" stehen im Zentrum seiner Untersuchungen.

## SOKO München
Die Fernsehserie SOKO München basiert auf Schenks Erinnerungen, die dieser 1975 niederlegte. Daraus entstand auch sein Roman „Der Durchläufer“. In seiner Zeit beim hessischen Landeskriminalamt hatte Schenk die Durchwahlnummer 5113, worauf der ursprüngliche Name der Serie (SOKO 5113) basierte.
Schenk schrieb bis 1986 auch Episodendrehbücher und blieb der Serie danach als Berater erhalten.

## Rezeption
Das BKA würdigt in der Selbstdarstellung seiner Geschichte die Arbeit Schenks: Erst durch seine grundlegenden Forschungen sei eine Aufarbeitung der Geschichte des BKA möglich und die Bedeutung ihrer Aufarbeitung deutlich geworden.

## Auszeichnungen
- 1997: St. Adalbertus-Medaille der Stadt Danzig
- 1998: Medaille 1000 Jahre Stadt Danzig
- 1998: Bundesverdienstkreuz am Bande
- 2000: Offizierskreuz des Verdienstordens der Republik Polen
- 2002: Ehrenbürgerschaft der Stadt Danzig
- 2003: Fritz-Bauer-Preis der Humanistischen Union
- 2012: Kustos des Nationalen Gedenkens, Preis des Instituts des Nationalen Gedenkens (IPN) Warschau
- 2017: Verleihung der Ehrendoktorwürde der Universität Łódź/Polen
- 2017: Verleihung der Ehrenplakette in Bronze der Gemeinde Schenklengsfeld wegen gesellschaftlicher Verdienste[7]

## Veröffentlichungen (Auswahl)
- BKA.  Die Reise nach Beirut – ein politischer Tatsachenroman. Rowohlt, Reinbek bei Hamburg 1990, ISBN 3-498-06243-3
- Die Post von Danzig. Geschichte eines deutschen Justizmords. Rowohlt, Reinbek bei Hamburg 1995, ISBN 3-498-06288-3.
- Der Chef.  Horst Herold und das BKA.  Hoffmann und Campe, Hamburg 1998, ISBN 978-3-455-15022-3.
- Hitlers Mann in Danzig. Albert Forster und die NS-Verbrechen in Danzig-Westpreußen. Verlag J.H.W. Dietz Nachf., Bonn 2000, ISBN 3-8012-5029-6.[8][9][10][11][12]
- Auf dem rechten Auge blind – Die braunen Wurzeln des BKA. Kiepenheuer und Witsch, Köln 2001, ISBN 3-462-03034-5.
- Wie ich Hitler Beine machte. Eine Danziger Polin im Widerstand. Bertelsmann Jugendbuch Verlag, München 2003, ISBN 3-570-30255-5.
- Hans Frank. Hitlers Kronjurist und Generalgouverneur. S. Fischer Verlag, Frankfurt/M. 2006, ISBN 978-3-10-073562-1.
- Der Lemberger Professorenmord und der Holocaust in Ostgalizien. Verlag J.H.W. Dietz Nachf., Bonn 2007, ISBN 978-3-8012-5033-1.
- Krakauer Burg. Die Machtzentrale des Generalgouverneurs Hans Frank 1939–1945. Links, Berlin 2010, ISBN 978-3-86153-575-1.
- Danzig 1930–1945. Das Ende einer freien Stadt. Links, Berlin 2013, ISBN 978-3-86153-737-3.[13]

## Theaterstücke (Auswahl)
- „Gerichtstag halten über uns selbst“ (Fritz Bauer)

Szenische Lesung aus dem Auschwitz-Prozess
27.01.2016 Buchcafé Bad Hersfeld
08.12.2017 APEX Göttingen/AI Göttingen
- „Im Hause des Henkers spricht man nicht über den Strick“

Szenische Lesung einer ‚Podiumsdiskussion
07.01.2017 Buchcafé Bad Hersfeld
- „Die Ermordung der Lemberger Professoren“

Szenische Lesung
27.01.2018 Buchcafé Bas Hersfeld
- „Die himbeerroten Stühle“

Szenische Lesung über die polnische Widerstandskämpferin Karolina Lanckoronska
09.12.2018 Buchcafé Bad Hersfeld
- „Generalstaatsanwalt Bauer im Widerstreit politischer Interessen. Das Interview“

Kammerspiel (für zwei Personen) oder als Szenische Lesung
12.10.2017 Universität Lodz
15.09.2018 Buchcafé
30.04.1019 Jüdische Synagoge Marburg
14.06.2019 Alte Synagoge Einbeck/AI
12.11.2019 AI Göttingen
29.09.1921 Europ. Solidarnosc-Centrum Danzig
22.06.2022 Ev. St. Nicolai Kirche Hameln/AI
05.10.2023 Berlin Deutsch-Poln.-Gesellschaft
20.04.2024 Buchcafé Bad Hersfeld
24.09.2024 Berlin-Friedenau
09.12.2024 Waggonghalle Marburg
10.12.2024 Marburg Schüler-Vorstellung
- „Die Gerichtssprecherin“

Kammerspiel (für eine Person) oder als Szenische Lesung über den gerichtlichen Freispruch eines mutmaßlichen NS-Mörders
10.05.2019 Buchcafé Bad Hersfeld
26.01.2025 Buchcafé Bad Hersfeld
- NSU - „Dann kann ich vielleicht wieder ruhig schlafen“ - Der NSU auf der Anklagebank

Szenische Lesung über das Versagen des Rechtsstaates.
10.12.2019 Buchcafè Bad Hersfeld
22.02.2022 Deutsches Theater Göttingen/AI
28.04.2024 Deutsches Theater Göttingen/AI
- WOLFSJAHRE

Kammerspiel (für eine Person) über den Werdegang eines mutmaßlichen NS-Mörders in den
Jahren 1939 bis 1944, der mit Ehrenbürgerschaft und Bundesverdienstkreuz ausgezeichnet
wurde.
20.11.2022 Buchcafé Bad Hersfeld
29.01.2023 Buchcafé Bad Hersfeld
10.12.2023 Buchcafé Bad Hersfeld
Juni 2024 vier Aufführungen APEX Göttingen/AI Göttingen
03.12.2024 Waggonghalle Marburg
04.12.2024 Marburg Schüler-Vorstellung